# Annie Girardot
Annie Suzanne Girardot (Párizs, 1931. október 25. – Párizs, 2011. február 28.) háromszoros César-díjas francia színésznő, énekesnő. 1955-ben debütált a Treize à table című filmben. Legismertebb filmjei: Rocco és fivérei, A szoknyás zsaru, Haneke a A zongoratanárnőben.

## Munkássága
Egyik leghíresebb szerepe Nadia, a prostituált Luchino Visconti Rocco és fivérei című filmjében (1960). Nadia szépsége éket vert a két testvér, Rocco és Simone (Renato Salvatori) közé, aki végül is megerőszakolja. A kamera előtti erőszakos kapcsolattal ellentétben Girardot és Salvatori 1962-ben összeházasodott, és egy gyermekük – Giulia – született. Később szétváltak, de hivatalosan soha nem váltak el, mivel valójában a férje, Salvatori súlyos betegség miatt elhunyt.
1956-ban elnyerte a Suzanne Bianchetti-díjat, és 1977-ben megkapta a legjobb színésznőnek járó César-díjat a Docteur Françoise Gailland c. filmben nyújtott alakításáért. 1996-ban a Nyomorultakban nyújtott alakításáért ismét César-díjjal jutalmazták. A rendező Michael Haneke-vel első alkalommal 2001-ben a A zongoratanárnő című filmben dolgozott együtt. Szerepéért harmadik alkalommal vehette át a César-díjat. 2005-ben egy újabb Haneke alkotásban, a Rejtélyben Daniel Auteuil és Juliette Binoche-sal együtt szerepelt.
2006. szeptember 21-én a Paris Match nyilvánosságra hozta, hogy Annie Girardot Alzheimer-kórban szenved. 2011. február 28-án egy párizsi kórházban hunyt el 79 éves korában.

## Filmográfia
- Treize à table (1955)
- L'Homme aux clés d'or (1956)
- Reproduction interdite (1956)
- Le Rouge est mis (1957)
- L'Amour est en jeu (1957)
- Maigret csapdát állít (1957)
- Le Désert de Pigalle (1958)
- La Corde raide (1959)
- Recours en grâce (1959)
- A francia nő és a szerelem (1960)
- Rocco és fivérei (1960)
- La Proie pour l'ombre (1960)
- Les Amours célèbres (1961)
- A találkozó (1961)
- Füst (film, 1962) (1962)
- Emilie hajója (1961)
- Le crime ne paie pas (1961)
- Le Vice et la vertu (1962)
- Pourquoi Paris ? (1962)
- Il giorno più corto (1962)
- Elvtársak (1963)
- La Bonne Soupe (1963)
- I Fuorilegge del matrimonio (1963)
- Le Mari de la femme à barbe (1963)
- L'Autre Femme (1963)
- Egy rendkívüli nő (La donna scimmia) (1964)[15]
- La Ragazza in prestito (1964)
- Tökéletes úriember (1964)
- Ah ! Les belles familles (1964)
- Una voglia da morire (1964)
- Déclic...et des claques (1964)
- Guerre secrète (1965)
- Trois chambres à Manhattan (1965)
- Boszorkányok (1967)
- Élni az életért (1967)
- Les Gauloises bleues (1968)
- Story of a woman (1968)
- La bande à Bonnot (1968)
- It Rains in My Village (1968)
- Dillinger halott (1968)
- Erotissimo (1968)
- Nemsokára világvége lesz (1968)
- Metti una sera a cena (1969)
- Il seme dell'uomo (1969)
- Egy férfi, aki tetszik nekem (1969)
- Clair de terre (1969)
- A högy nem iszik, nem dohányzik, nem flörtöl, csak cseveg (1970)
- Les Novices (1970)
- Meghalni a szerelemért (1971)
- La Mandarine (1971)
- A vénlány (1972)
- Les Feux de la Chandeleur (1972)
- Sokkos kezelés (1972)
- Nem zörög a haraszt (1972)
- Elle cause plus, elle flingue (1972)
- Juliette és Juliette (1973)
- Ursule et Grelu (1974)
- Gyanú (1974)
- A pofon (1974)
- Il faut vivre dangereusement (1975)
- Santiago felett esik az eső (1975)
- A Cigány (1975)
- Csak egy asszony (1975)
- D'amour et d'eau fraîche (1975)
- Cours après moi que je t'attrape (1976)
- Mindenkinek a maga keresztje (1976)
- Jambon d'Ardenne (1976)
- Le Dernier Baiser (1977)
- Le Point de mire (1977)
- Szoknyás zsaru (1977)
- Marakodók (1978)
- Vas-y maman (1978)
- L'Amour en question (1978)
- La Clé sur la porte (1978)
- L'ingorgo - Una storia impossibile (1978)
- A gavallér (1978)
- Cause toujours, tu m'intéresses (1978)
- Bobo Jacco (1979)
- Ellopták Jupiter fenekét (1980)
- Le Cœur à l'envers (1980)
- A védő és a gyilkos (1981)
- Szerelem az éjszakában (1981)
- La vie continue (1981)
- La Revanche (1981)
- Liste Noire (1984)
- Emlékek, emlékek (1984)
- Mussolini és Én (1985)
- Elmenni, visszajönni (1985)
- Adieu Blaireau (1985)
- Nők a börtönben (1988)
- Cinq jours en Juin (1989)
- Comédie d'amour (1989)
- Vannak napok és vannak holdak (1990)
- Faccia di lepre (1990)
- Toujours seuls (1991)
- Kösz, megvagyok (1991)
- Kiáltás az éjszakába (1992)
- Lányok fegyverben (1994)
- Nyomorultak (1995)
- Les Bidochon (1995)
- Préférence (1998)
- L'Âge de braise (1998)
- Ainsi soit nous (short, 2000)
- T'aime (2000)
- Virágok Irmának (2001)
- Ceci est mon corps (2001)
- A zongoratanárnő (2001)
- Epsteins éjszakája (2002)
- Özönvíz (2004)
- Csajozós páros (2005)
- Rejtély (2005)
- Tollszárak ideje (2006)
- Christian (2006)
- C'est beau une ville la nuit (2006)

## Televízió
- La Nuit des rois (1957)
- Le Pain de ménage (1968)
- La dernière nuit (1981)
- Père Noel & fils (1983)
- Mussolini et moi (1984)
- Olga e i suoi figli (1985)
- Un métier de seigneur (1985)
- Florence ou la vie de château (1986)
- Le Vent des moissons (1986)
- Le Front dans les nuages (1988)
- Orages d'été (1989)
- Les Merisiers (1991)
- Jeanne (1994)
- Un pull par dessus l'autre (1991)
- Les filles du Lido (1995)
- Le dernier voyage (1995)
- Tout ce qui brille (1996)
- Shangai 1937 (1996)
- Petite sœur (1996)
- Noces cruelles (1996)
- Une soupe aux herbes sauvages (1997)
- Nuda proprietà vendesi (1997)
- La façon de le dire (1998)
- Le JAP, juge d'application des peines (1998, épisode "La cible'")
- Le bois du Pardoux (2000)
- Marie Fresson (2000, épisode "S'il vous plait")
- Le marathon du lit (2001)
- Les fleurs de Maureen (2002)
- Commissariat Bastille (2002, épisode "Permis de chasse")
- Simon le juste (2003)
- La Petite Fadette (2004)
- Allons petits enfants (2005)

## Diszkográfia
- 1966 Oui non
- 1974 Le Zizou de Zouzou
- 1977 Le Dernier Baiser
- 1979 Absence prolongée
- 1981 Bonhomme
- 1981 Maman, y a un cosmonaute

## Fordítás
- Ez a szócikk részben vagy egészben  az   Annie Girardot című angol Wikipédia-szócikk fordításán alapul.  Az eredeti cikk szerkesztőit annak laptörténete sorolja fel. Ez a jelzés csupán a megfogalmazás eredetét és a szerzői jogokat jelzi, nem szolgál a cikkben szereplő információk forrásmegjelöléseként.